# Bocquillonia spicata
Bocquillonia spicata är en törelväxtart som beskrevs av Henri Ernest Baillon. Bocquillonia spicata ingår i släktet Bocquillonia och familjen törelväxter. Inga underarter finns listade i Catalogue of Life.